# بلد مقدس (رواية)
بلد مقدس (بالإنجليزية: Sacred Country)‏ هي رواية للكاتبة الإنجليزية روز تريمين، نشرت عام 1992، عن دار نشر سنكلير ستيفنسون في المملكة المتحدة وسكريبنر في الولايات المتحدة.

## روابط خارجية
- بلد مقدس على موقع الموسوعة البريطانية (الإنجليزية)